# Alan Acosta
Alan Jesús Acosta Montañez, noto semplicemente come Alan Acosta (Ecatepec de Morelos, 19 dicembre 1996), è un calciatore messicano, centrocampista della Deportiva Venados.

## Caratteristiche tecniche
È un esterno destro.

## Carriera
Cresciuto nel settore giovanile del Pumas UNAM, ha esordito in prima squadra il 6 agosto 2015 disputando l'incontro di Copa México pareggiato 1-1 contro l'Oaxaca.